# Mathew Makil
Mathew Makil (27 tháng 3 năm 1851 – 26 tháng 1 năm 1914) là một giám mục người Ấn Độ của Giáo hội Công giáo. Ông là Giám mục Hiệu tòa Tralles in Asia từ năm 1896 đến năm 1914 cùng giữ chức Đại diện Tông tòa Địa phận Changanassery từ năm 1896 đến năm 1911. Sau khi Địa phận Kottayam dành cho tín hữu Công giáo người Knanaya được tái lập trong cùng năm, ông được bổ nhiệm làm Đại diện Tông tòa của Địa phận và phục vụ cho đến khi qua đời vào ngày 26 tháng 1 năm 1914. Ông được Giáo tông Benedictus XVI tuyên bố là Tôi tớ Chúa vào ngày 26 tháng 1 năm 2009 và được Giáo tông Leo XIV tuyên bố là Đấng đáng kính vào ngày 22 tháng 5 năm 2025. Khẩu hiệu giám mục của ông là "Chúa là niềm hy vọng của con".

## Thiếu thời
Mathew Makil sinh ngày 27 tháng 3 năm 1851 tại làng Manjoor, nước Travancore ở miền cực nam Ấn Độ (nay thuộc bang Kerala). Ông là người con thứ ba của vợ chồng ông Thomman và bà Anna Makil Puthenpurayil.
Sau khi học xong chương trình phổ thông, cậu Makil theo học tiếng Syriac tại Chủng viện Mannanam, rồi học tiếp tại Chủng viện Puthenpally, nơi đào tạo linh mục cho cả Giáo hội Latinh lẫn Giáo hội Syria, dưới sự hướng dẫn của Linh mục Marcelinus Berarthi O.C.D., giám đốc chủng viện, sau làm Phó Đại diện Tông tòa Địa phận Verapoly. Vào ngày 20 tháng 5 năm 1874, thầy Makil được Tổng giám mục Leonard Mellano O.C.D. truyền chức linh mục khi mới 23 tuổi. Không lâu sau, Linh mục Makil dâng thánh lễ đầu tiên vào ngày 8 tháng 6 năm 1874. 

## Linh mục

### Linh mục chính sở cùng giảng viên
Thoạt tiên, Linh mục Makil giảng dạy tiếng Syriac tại Chủng viện Puthenpally trong 2 năm. Sau đó, ông được bổ nhiệm làm linh mục Giáo xứ Kaipuzha quê nhà, nơi bác ông là Linh mục Joseph Makil làm chính xứ. Một thời gian sau, ông làm linh mục chính sở Giáo xứ Edakat ở Kottayam, rồi được bổ nhiệm làm linh mục chính sở Giáo xứ Kaipuzha. Đến năm 1885, Linh mục Makil được Phó Đại diện Tông tòa Địa phận Verapoly là Marcelinus Berarthi O.C.D. bổ nhiệm làm thư ký riêng nhờ hiểu biết tiếng Latinh. Ông làm thư ký cho Giám mục Berarthi từ năm 1886 tới khi thiết lập Địa phận Kottayam vào năm 1887.
Thời đó, các tín hữu Công giáo nghi chế Syria phải lệ thuộc Tổng giáo phận Kodungallur, sau là Địa phận Verapoly của Giáo hội Latinh. Sau khi tiếp nhận thư thỉnh cầu của các tín hữu nghi chế Syria tại Travancore, vào ngày 20 tháng 5 năm 1887, Giáo tông Leo XIII ra Tông sắc Quod jam pridem, theo đó phần dân Chúa theo nghi chế Syria của Địa phận Verapoly do các thừa sai dòng Cát Minh chăm sóc được tách ra để thiết lập hai hạt đại diện tông tòa mới theo nghi chế Syria là Địa phận Kottayam và Địa phận Trichur. Giám mục Charles Lavigne S.J., sau khi được đặt làm Đại diện Tông tòa Địa phận Kottayam, đã bổ nhiệm Linh mục Makil làm giảng viên môn La ngữ tại chủng viện Brahmamangalam. Lúc đó, Linh mục Makil đang làm linh mục chính sở hai giáo xứ là Kaduthuruthy và Brahmamangalam.

### Tổng đại diện
Theo hướng dẫn của vị Khâm sứ Tòa Thánh vào ngày 6 tháng 5 năm 1889, Linh mục Makil được Giám mục Charles Lavigne bổ nhiệm làm Tổng đại diện phụ trách các giáo dân người Knanaya vào ngày 8 tháng 9 năm 1889, nhân lễ sinh nhật Đức Mẹ Maria. Ông được ban cho một số đặc ân như được mặc phẩm phục và áo kinh hội dành cho giám mục, được dâng thánh lễ giáo chủ, được ban bí tích Thêm Sức và được truyền các chức nhỏ cho chủng sinh. Linh mục Makil dâng thánh lễ giáo chủ đầu tiên của mình vào tháng 1 năm 1890 tại nhà thờ Kaduthuruthy, nhân Mùa chay Nineveh, với sự tham dự của Giám mục Lavigne, Đại diện Tông tòa Kottayam và Giám mục Berarthi, Phó Đại diện Tông tòa Verapoly.

## Giám mục

### Đại diện Tông tòa Địa phận Changanassery
Thể theo khuyến nghị của các đại diện tông tòa Địa phận Kottayam và Trichur, Tòa Thánh sắp 2 địa phận trên thành 3 địa phận mới và bổ nhiệm 3 linh mục làm giám mục quản nhiệm. Vì thế vào ngày 28 tháng 7 năm 1896, Tổng đại diện phụ trách giáo dân người Knanaya Mathew Makil được bổ nhiệm làm Đại diện Tông tòa Địa phận Changanassery. Các linh mục khác được bổ nhiệm làm giám mục quản nhiệm là Aloysius Pazheparambil của Địa phận Ernakulam và John Menachery của Địa phận Trichur. Thánh lễ truyền chức giám mục cho 3 vị tân đại diện tông tòa được cử hành vào ngày 25 tháng 10 năm 1896 tại Nhà thờ chính tòa Giáo phận Kandy ở nước Tích Lan, với vị chủ phong là Tổng giám mục Władysław Michał Zaleski, Khâm sứ Tòa Thánh tại Đông Ấn.
Vào lúc Giám mục Makil nhận sứ vụ, Địa phận Changanassery là hạt đại diện tông tòa đông giáo dân nhất và có nhiều nhà thờ xứ nhất trong ba hạt đại diện tông tòa nghi chế Syria. Số lượng giáo dân ước tính của các địa phận Trichur, Ernakulam và Changanassery lần lượt là 84.000, 66.500 và 102.500 người.

### Nỗ lực thiết lập Địa phận dành cho người Knanaya
Các giáo dân người Knanaya theo nghi chế Syria rất thất vọng khi biết rằng các họ đạo Chunkom (Thodupuzha), Karimkunnam, Diamper, Brahmamangalam cùng Varappetty với 3 nhà thờ xứ phải lệ thuộc Địa phận Ernakulam của Giáo hội Latinh. Khi đó, số giáo dân người Knanaya là 1.500 trong tổng số 14.000 người Knanaya ở miền cực nam Ấn Độ. Họ lo sợ rằng cộng đoàn người Knanaya sẽ chia phân thành nhiều phần và phải lệ thuộc nhiều địa phận nghi chế Syria trong tương lai. Vì thế, họ đã khẩn cầu Tòa Thánh thiết lập một địa phận riêng cho các giáo dân Công giáo Knanaya.
Ngược lại, các giáo dân người Nasrani (giáo dân thánh Thomas) ở Địa phận Changanassery lại không chấp nhận việc phải lệ thuộc một giám mục người Knanaya. Khi Giám mục Makil nhận sứ vụ Đại diện Tông tòa Changanassery vào năm 1896, số lượng giáo dân người Nasrani rơi vào khoảng 100.000 đến 109.000 người với 133 giáo xứ và 256 linh mục, trong khi đó số lượng giáo dân người Knanaya chỉ đạt khoảng 10%, tức từ 14.000 đến 20.000 nhân khẩu, với 12 giáo xứ và 21 linh mục. Vì người Nasrani và người Knanaya không có mối quan hệ cộng đồng với nhau, các giáo dân người Nasrani có đôi chút dị nghị về mối bận tâm của vị giám mục, mặc dù ông vẫn luôn phục vụ địa phận mình như một người cha nhân từ mà không chút thiên vị. Có nhiều ý kiến phản đối việc bổ nhiệm Giám mục Makil, tuy nhiên những ý kiến ấy không nhắm vào nhân cách của ông bởi ông đã cố gắng hết sức để phục vụ cả hai cộng đồng sao cho công bằng nhất.
Năm 1911, Giám mục Makil cùng thư ký là Linh mục Alexander Chulaparambil và Linh mục Mathew Vattakkalam sang Roma để thỉnh cầu Giáo tông Pius X thiết lập hai địa phận riêng biệt cho người Knanaya và người Nasrani, mối địa phận do một giám mục của cộng đồng tương ứng cai quản. Các ông đặt chân đến Roma ngày 4 tháng 5 năm 1911. Ngoài ra, Giám mục Makil còn mang theo một đơn đồng thuận do ông cùng hai đại diện tông tòa Địa phận Ernakulam và Địa phận Trichur là Louis Pazheparambil và John Menacheril ký vào ngày 1 tháng 3 năm 1911, theo đó các ông nhất trí việc thỉnh cầu Tòa Thánh thiết lập địa phận riêng và cắt cử giám mục riêng cho từng cộng đồng giáo hữu. Trên đường đi, Giám mục Makil và hai bạn đồng hành đã ghé thăm Đất Thánh cùng nhiều thành phố nổi tiếng của Ý như Napoli, Pompei, Genova và Torino. Trên đường về Travancore, các ông ghé nước Thụy Sĩ, Bayern, Đức, Bỉ và Pháp.
Ngày 5 tháng 5 năm 1911, Linh mục Mathew Vattakalam và Linh mục Alexander Chulaparambil lên trụ sở Thánh bộ Truyền bá Đức tin để giải trình về thỉnh nguyện thư của ba vị giám mục. Vào ngày mùng 8 cùng tháng, Giám mục Makil cũng lên trụ sở Thánh bộ với mục đích tương tự. Đến ngày 22 tháng 5, Giám mục Makil cùng hai bạn đồng hành diện kiến Giáo tông Pius X và thỉnh cầu vị Giám mục Roma cho tái lập Địa phận Kottayam dành cho giáo dân người Knanaya nhằm phân chia địa phận Changanacherry vốn cai quản cả hai cộng đồng giáo hữu là Nasrani và Knanaya. Giám mục Makil cho rằng điều này là cần thiết để việc cai quản địa phận có thể diễn ra trong hòa bình cũng như làm ích cho sự tăng trưởng mục vụ của hai cộng đồng giáo dân. Sau đó, vấn đề này đã được Giáo tông Pius X chuyển sang cho Thánh bộ Truyền bá Đức tin nghiên cứu. Hai tháng sau, vào ngày 31 tháng 7 năm 1911, Thánh bộ Truyền bá Đức tin công bố đơn khuyến nghị tích cực về thỉnh cầu mà Giám mục Makil đại diện đệ trình. Giáo tông Pius X châu phê đơn khuyến nghị vào ngày 28 tháng 8 năm 1911.

### Địa phận Kottayam dành cho người Knanaya
Giáo tông Pius X tái lập Địa phận Kottayam dành cho người Knanaya vào ngày 29 tháng 8 năm 1911 và truyền cho Giám mục Mathew Makil giữ chức Đại diện Tông tòa của Địa phận kể từ ngày 30 tháng 8 cùng năm. Giám mục Thomas Kurialacherry được đặt làm người kế vị Giám mục Makil ở Địa phận Changanassery. Địa phận Kottayam mới tái lập cai quản tất cả giáo dân người Knanaya thuộc các địa phận Changanassery và Ernakulam, khi đó có khoảng 30.000 tín hữu. Quyết định rất quan trọng trên của Tòa Thánh đã đáp ứng niềm mong mỏi kéo dài 15 năm của các tín hữu người Nasrani và người Knanaya, vốn muốn được lệ thuộc vị Đại diện Tông tòa và Địa phận riêng của từng cộng đồng.
Sau chuyến đi Roma, thay vì về Địa phận Changanassery, Giám mục Makil về thẳng Nhà thờ Giáo xứ Edakkatt (Kottayam) vào ngày 7 tháng 10 năm 1911. Đến ngày 23 tháng 11 năm 1911, sau khi nhận được sắc chỉ tái lập Địa phận Kottayam cùng bổ nhiệm Đại diện tông tòa mới của Địa phận từ tay Khâm sứ Tòa Thánh tại Đông Ấn vào ngày 12 tháng 10, Giám mục Makil đã công bố sắc chỉ trên cho cộng đoàn giáo dân tụ họp tại Nhà thờ Edakkatt. Nhà thờ Edakkatt một lần nữa trở thành nhà thờ chính tòa của Địa phận Kottayam. Giám mục Makil sống trong một căn nhà nhỏ tại thành phố Kottayam, nay nằm gần Trường Kỷ niệm Giám mục Chulaparambil.

## Qua đời
Vào ngày 21 tháng 1 năm 1914, Giám mục Makil phải cơn ốm và dâng thánh lễ cuối cùng. Ông cảm thấy cơ thể đau đớn vào ngày 23; đến ngày 24 thì bị sốt 102 °F (38,9 °C). Ông qua đời vào ngày 26 tháng 1 năm 1914, sau khi đã dọn lòng và lãnh nhận các bí tích cuối cùng (Giải Tội, Thánh Thể, Xức Dầu Bệnh Nhân). Thánh lễ an táng Giám mục Makil được cử hành tại Nhà thờ Edakkatt vào ngày 27 tháng 1 cùng năm, với sự có mặt của đông đảo linh mục và giáo dân. Linh mục Mathew Kuplikkatt, Giám quản Địa phận, chủ tế Thánh lễ an táng và Linh mục Thomas Poothathil đảm nhiệm phần giảng lễ. Thánh lễ an táng cũng có sự tham dự của Đại diện Khâm sứ Tòa Thánh là Linh mục Bonifus và Linh mục Tổng đại diện Địa phận Verapoly. Sau cái chết của Giám mục Makil, Giáo tông Pius X, Khâm sứ Tòa Thánh Władysław Michał Zaleski cùng quan Diwan nước Travancore là Mar P. Rajagopalachari đã gửi thư chia buồn đến Địa phận Kottayam.
"Quỹ Giám mục Makil" được thành lập, với sự chủ trì của Giám mục Mathew Mulakkatt, vào ngày 26 tháng 1 năm 2001, đúng ngày kỷ niệm 87 năm ngày mất của Giám mục Makil tại Edakkatt để tiếp nối tầm nhìn của Giám mục Mathew Makil; cụ thể, quỹ chú trọng vào việc phát triển cộng đồng người Knanaya và thực hiện các hoạt động từ thiện.

## Tông truyền
Giám mục Mathew Makil được tấn phong giám mục vào năm 1896, dưới thời Giáo tông Leo XIII, bởi:
- Chủ phong: Tổng giám mục Władysław Michał Zaleski, Giám mục Hiệu tòa Thebae, Khâm sứ Tòa Thánh tại Đông Ấn,
- Hai vị phụ phong: Giám mục Clemente Pagnani O.S.B., Giám mục Chính tòa Kandy và Giám mục Joseph van Reeth S.J., Giám mục Chính tòa Galle.